# Uriël
Uriël (Hebreeuws: אוּרִיאֵל, "het licht van God" of "mijn licht is God") is een van de aartsengelen van het christendom en het jodendom.

## Uriël in het jodendom
In de canonieke Hebreeuwse Bijbel komt de aartsengel Uriël niet voor. Uriël verschijnt in de Joodse traditie pas ver na de Babylonische ballingschap (6e eeuw v.Chr.), namelijk in het Eerste boek van Henoch (de oudste delen zijn van ± 3e eeuw v.Chr.). Hierin wordt Uriël beschreven als "een van de heilige engelen die gaat over de wereld en over Tartarus". Volgens dit geschrift werd Uriël door God naar Noach gestuurd om hem te waarschuwen voor de zondvloed. Noach moet zich verbergen en zich niet meer in het openbaar vertonen. Ook krijgt hij van Uriël de opdracht en aanwijzingen om een ark te bouwen om de watervloed te overleven.
In het Tweede boek van Henoch, een tekst van voor 70 n.Chr., krijgt Uriël van God de opdracht de naar de hemel opgestegen Henoch 360 boeken te dicteren, die alles bevatten wat er te weten valt.
Uriël wordt vaak gezien als cherubijn "aan de poort van de tuin van Eden, met een brandend zwaard" of de engel die over "onweer en terreur waakt". In het Leven van Adam en Eva wordt Uriël gezien als een cherubijn in het derde hoofdstuk van Genesis. In andere angelologieën wordt Uriël gezien als een serafijn, regent van de zon, vlam van God, engel van de Heilige Geest, waker over het dodenrijk of aartsengel van de redding.

## Uriël in het christendom
Uriël wordt alleen genoemd in de Apocriefen van het Oude Testament en komt in de Canon van de Bijbel niet voor en wordt daarom door o.a. de Rooms-Katholieke Kerk niet erkend en vereerd. Uriël is wel in de christelijke traditie opgenomen. Er is een overlevering dat Uriël Zacharias en Elisabet, de ouders van Johannes de Doper, aanspoorde om naar Egypte te emigreren om zich bij Jozef en Maria en de jonge Jezus te voegen.